# Alexander Díaz
Alexander Díaz (22 de marzo de 2000, 9 de Julio, Provincia de Buenos Aires, Argentina) es un futbolista argentino. Juega de segundo delantero y su equipo actual es el Deportivo Riestra de la Primera División de Argentina, a préstamo desde San Lorenzo.

## Trayectoria

### San Lorenzo
Fue promovido de la reserva por Claudio Biaggio en 2018.

### Arsenal
En enero de 2022 se confirma su llegada a Arsenal de Sarandí a préstamos sin cargo y sin opción hasta el 31 de diciembre del 2022, para disputar la Copa de la Liga Profesional 2022.

### Ferro
Se confirma su llegada al conjunto de Caballito a préstamo hasta el 31 de diciembre del 2023 para poder disputar el Campeonato de Primera Nacional 2023. El mismo se realizó sin cargo para el club pero con la opción de compra del 50% del pase fijada en U$D 650.000. Debuta en el primer partido del campeonato al ingresar a los 36 minutos del segundo tiempo en lugar de Kevin Retamar, en lo que restaba del partido no convirtió goles. Recién en la tercera fecha debutaría como titular del equipo. En la decimotercer fecha debuta en las redes con el verdolaga.

## Estadísticas
Actualizado al 13 de febrero de 2024

| San Lorenzo Argentina | 1.ª           | 2018-19       | 2  | 0 | 3  | 0 | 0 | 0 | 5   | 0  | 0    |
| San Lorenzo Argentina | 1.ª           | 2019-20       | 8  | 0 | 0  | 0 | 0 | 0 | 8   | 0  | 0    |
| San Lorenzo Argentina | 1.ª           | 2020          | 0  | 0 | 8  | 2 | 0 | 0 | 8   | 2  | 0.25 |
| San Lorenzo Argentina | 1.ª           | 2021          | 11 | 0 | 7  | 0 | 5 | 1 | 23  | 1  | 0.04 |
| San Lorenzo Argentina | Total club    | Total club    | 21 | 0 | 18 | 2 | 5 | 1 | 44  | 3  | 0.07 |
| Arsenal Argentina | 1.ª           | 2022          | 18 | 2 | 13 | 1 | — | — | 31  | 3  | 0.27 |
| Arsenal Argentina | Total club    | Total club    | 18 | 2 | 13 | 1 | 0 | 0 | 31  | 3  | 0.27 |
| Ferro Argentina | 2.ª           | 2023          | 28 | 4 | 0  | 0 | — | — | 28  | 4  | 0.14 |
| Ferro Argentina | Total         | Total         | 28 | 4 | 0  | 0 | 0 | 0 | 28  | 4  | 0.14 |
| Regatas · Brasil | 2.ª           | 2024          | 0  | 0 | 0  | 0 | — | — | 0   | 0  | 0    |
| Regatas · Brasil | Total         | Total         | 0  | 0 | 0  | 0 | 0 | 0 | 0   | 0  | 0    |
| Total carrera | Total carrera | Total carrera | 67 | 6 | 31 | 3 | 5 | 1 | 103 | 10 | 0.1  |
| (1) La copa nacional se refiere a la Copa Argentina y Supercopa Argentina . (2) La copa internacional se refiere a la Copa Sudamericana, Recopa Sudamericana, Copa Libertadores y Copa Suruga Bank. |               |               |    |   |    |   |   |   |     |    |      |